# Dirphya basilewskyi
Dirphya basilewskyi är en skalbaggsart som beskrevs av Stefan von Breuning 1955. Dirphya basilewskyi ingår i släktet Dirphya och familjen långhorningar.
Artens utbredningsområde är:
- Burundi.
- Rwanda.

Inga underarter finns listade i Catalogue of Life.